# Ghazi-Stadion
Das Ghazi-Stadion (Paschto: غازي لوبغالي; Dari: غازى ستديوم) ist ein Multifunktions- und das Nationalstadion Afghanistans in Kabul. Benannt wurde es nach dem ehemaligen König Amanullah Khan, Beiname Ghazi. Das Stadion fasst 25.000 Zuschauer und wird zurzeit vorwiegend für Fußballspiele, aber auch für Konzerte und Feiern verwendet. Ende Oktober findet traditionell ein Buzkaschi-Spiel statt.
Gebaut und eröffnet wurde das Ghazi-Stadion 1923 und im März 2002 renoviert. Das erste internationale Fußballspiel in diesem Stadion fand am 1. Januar 1941 zwischen Afghanistan und dem Iran statt und endete mit 0:0. In Zeiten des Taliban-Regimes wurde das Stadion für öffentliche Exekutionen, Verstümmelungen und Folter verwendet.